# (73199) Orlece
(73199) Orlece es un asteroide del cinturón principal descubierto el 8 de mayo de 2002 por William Kwong Yu Yeung en el observatorio astronómico de Desert Eagle, en Estados Unidos. El nombre es un acrónimo del Centro de Aprendizaje Ortopédico (en inglés Orthopedic Learning Cetre) del departamento de ortopedia de la Universidad China de Hong Kong.